# Tin Pan Alley
Koordinaten: 40° 44′ 44″ N, 73° 59′ 22,5″ W

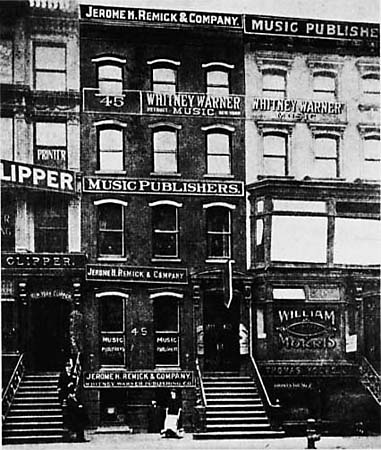
Tin Pan Alley Music Publishers, um 1910

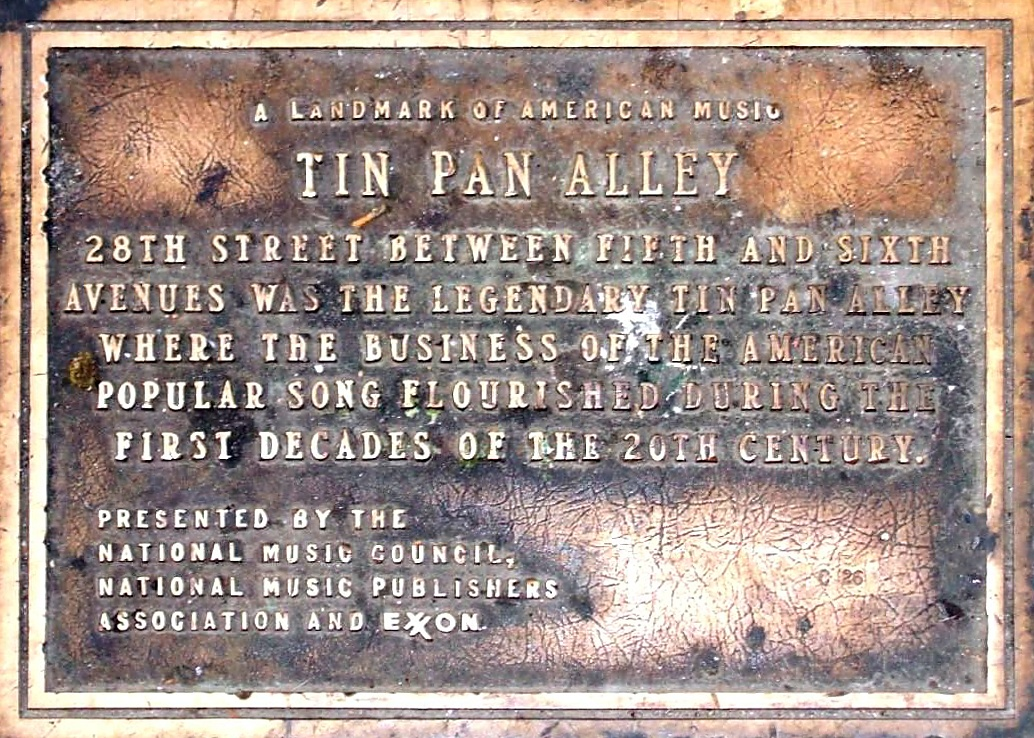
Plakette zur Erinnerung an „ein Wahrzeichen amerikanischer Musik“

Als Tin Pan Alley (übersetzt „Blech-/Zinnpfannengasse“) wird die 28. Straße zwischen Fifth Avenue und Sixth Avenue, zwischen denen hier der Broadway verläuft, im New Yorker Stadtteil Manhattan bezeichnet. Hier waren zwischen 1900 und ca. 1930 die meisten US-amerikanischen Musikverlage ansässig.
Ihren Spitznamen erhielt die Straße durch den damaligen Journalisten Monroe H. Rosenfeld, der im New Yorker Herald das ständige Klimpern der Probeklaviere mit dem Klappern von Blechpfannen verglich. Ein ebenfalls vermuteter Kontext „Steel Drum“ existiert somit nicht.
Die Tin Pan Alley wurde ab 1890 das Machtzentrum der amerikanischen Musikindustrie. Für die Verleger arbeitete eine große Zahl von Komponisten und Textern, die mit der Komposition populärer Schlager beschäftigt waren. Diese Titel wurden in Notenheften, so genannter Sheet Music, veröffentlicht, ein erster großer Erfolg dieser Art war After the Ball. In der Ära der Tin Pan Alley nahm das so genannte Great American Songbook seinen Anfang, ein nicht genau festgelegter Kanon herausragender Songs der amerikanischen Unterhaltungsmusik von den 1930er- bis 1950er-Jahren.
Bekannte Songschreiber, die mit der Tin-Pan-Alley-Ära in Verbindung gebracht werden, sind beispielsweise Cole Porter, George Gershwin, Peter DeRose, Irving Berlin, Sid Robin, Lionel Bart oder der deutschstämmige Fred Fisher. Auch Stars wie Bing Crosby, das Rat Pack (Frank Sinatra, Sammy Davis Jr., Dean Martin), Ella Fitzgerald und Leon Redbone begründeten ihren Ruhm auf Songs der Tin Pan Alley.
Das von Bob Geddins geschriebene Blues-Stück Tin Pan Alley wurde 1953 ein Erfolg für Jimmy Wilson und später u. a. von Stevie Ray Vaughan auf dem Album Couldn’t Stand the Weather von 1984 veröffentlicht.
Erst nach dem zunehmenden Aufkommen folkloristischer Musikstile wie dem Mambo in den 1940er-Jahren und der Revolution des Rock ’n’ Roll in den 1950er-Jahren verloren die Musikverleger schnell ihren Einfluss an die Plattenfirmen.